# Mirador de la Flor

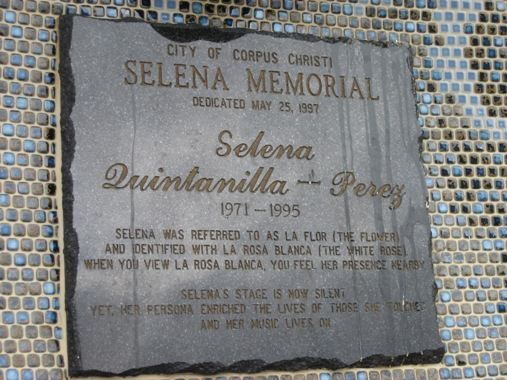
A placa dedicatória.

Mirador de La Flor.

O Mirador de la Flor é uma atração turística da cidade de Corpus Christi, Texas, inaugurado em 6 de maio de 1997 para homenagear Selena Quintanilla-Pérez, cantora assassinada em 1995. Pessoas de todo o mundo visitam o monumento, que está localizado a poucos quilômetros ao norte de Seaside Memorial Park, onde Selena está enterrada. 
Está localizado na esquina da T-Head and Shoreline Boulevard. O monumento consiste de uma estátua de bronze do tamanho natural de Selena vestindo uma jaqueta de couro com o microfone na mão, esculpida por H.W. "Buddy" Tatum, um artista local. A estátua se apoia em um pilar de concreto, olhando para a Baía de Corpus Christi.
O monumento também possui um mosaico de rosas brancas (flor favorita de Selena), no lado norte do pilar encontra-se uma grande rosa branca e uma placa dedicatória. A placa diz:
Tradução:
Em 2000 foi colocada uma barreira de aço inoxidável de 1,2 m de altura a fim de proteger a estátua e o pilar das pessoas, que ali depositam mensagens de apoio a cantora e sua família.